# Guinea Company
La Guinea Company était une compagnie commerciale anglaise fondée pour le commerce sur les côtes d'Afrique, en 1618, puis dirigée en 1625 par Nicholas Crisp, qui devint en 1628 son principal bénéficiaire. Elle est l'ancêtre des deux autres compagnies européennes fondées au XVIIe siècle en Angleterre, la Compagnie des aventuriers d'Afrique fondée en 1661 par le roi Charles II et la Compagnie royale d'Afrique fondée en 1672 par le duc d'York Jacques II d'Angleterre, son frère et futur roi.

## Histoire
Nicholas Crisp a le soutien des royalistes, qui jugent que la construction de forts sur la Gold Coast à Komenda et Kormantin est fructueux pour le développement du royaume. Dès 1628, Crisp est le premier actionnaire. Le bénéfice tiré des importations d'or à Londres pour le compte de la compagnie se serait élevé à 500 000 sterling dans les 11 à 12 ans qui ont suivi l'année 1632.
En 1631, face aux critiques, une nouvelle charte est signée par Charles Ier pour former la Company of Merchants Trading to Guinea, pour 31 ans, du cap Blanc au cap de Bonne-Espérance, mais qui reprend en fait les mêmes actionnaires. En 1632, des comptoirs sont ouverts à Komenda (Ghana), Kormantin, et Winneba. Jusqu'en 1650, 3 autres sites sont ouverts à Anomabu, Takoradi, et Cabo Corso, sur le site de l'actuel Fort de Cape Coast.
Les pressions politiques se multiplient et en 1640, le parlement britannique, qui l'accuse de participer à la traite négrière, alors aux mains des Portugais, lui ordonne de céder son monopole. Le  parlement britannique est alors contrôlé par les puritains qui reprochent aussi au roi de favoriser l'enrichissement de ses proches et de désorganiser l'Irlande par les plantations en Irlande. La guerre civile anglaise commence la même année.
La compagnie avait une quinzaine de bateaux sous contrôle. En 1649, une nouvelle protestation fut émise, mais la compagnie obtint un sursis afin d'entretenir les forts, dont elle dut vendre le principal en 1657 à la compagnie anglaise des Indes. Un peu plus tôt le fort de Kormantin est récupéré par la Biemba Company, qui est elle aussi dirigée par Nicholas Crispe.
La découverte en 1999, sur un site ayant appartenu à Nicholas Crispe, des vestiges d'une manufacture d'objets en verre probablement destinés à l'Afrique a renforcé les tenants de la thèse selon laquelle la compagnie aurait participé à la traite négrière. Ces objets sont les mêmes que ceux retrouvés en Amérique et au Ghana, sur la Côte-de-l'Or, et n'ont pas d'autres équivalents auparavant en Angleterre.
En 1661, à la restauration britannique, le relais est pris par Compagnie des aventuriers d'Afrique créée par le roi Charles II, qui augmente considérablement le nombre de forts anglais dans différentes zones d'Afrique, y compris la Gambie et qui sera remplacée en 1672 par la Compagnie Royale d'Afrique.